# Frederick Richard Simms
Frederick Richard Simms (1863 - 22 de abril de 1944) fue un ingeniero británico y pionero de la industria del motor. Simms fue uno de los fundadores de la industria motora británica, tomó parte en la primera carrera de autos de Londres a Brighton y diseñó y construyó el primer carro armado. También fundó el Royal Automobile Club y la Society of Motor Manufacturers and Traders. 

## Biografía
Frederick Simms nació en 1863, creció en Hamburgo sirviendo como aprendiz de ingeniero en Alemania. En 1889 Simms conoció Gottlieb Daimler, de quien compró los derechos de uso que este tenía sobre su motor de combustión interna en el Reino Unido, que allanó el camino para el comienzo de la industria motora británica.  Simms fundó el sindicato de motores de Daimler en 1893, probablemente la primera compañía motora británica, y, en junio de 1895, Simms y Evelyn Ellis trajeron uno de los primeros carros potenciados por petróleo al Reino Unido.  En 1896 Simms se convirtió en el primer ingeniero consultante de la Compañía de Motores Daimler, la cual había sido establecida por el comprador de sus patentes de Daimler.  Más tarde ese año Simms y Gottlieb Daimler, tomaron parte en un viaje de Londres a Brighton como celebración de la escritura del acta locomotiva, establecía la velocidad máxima para vehículos: 4 millas por hora. Este viaje estableció la carrera de Londres a Brighton.  En 1897, Simms fundó un club que más tarde se convertiría en el Royal Automobile Club.